# عبد السلام الطيب

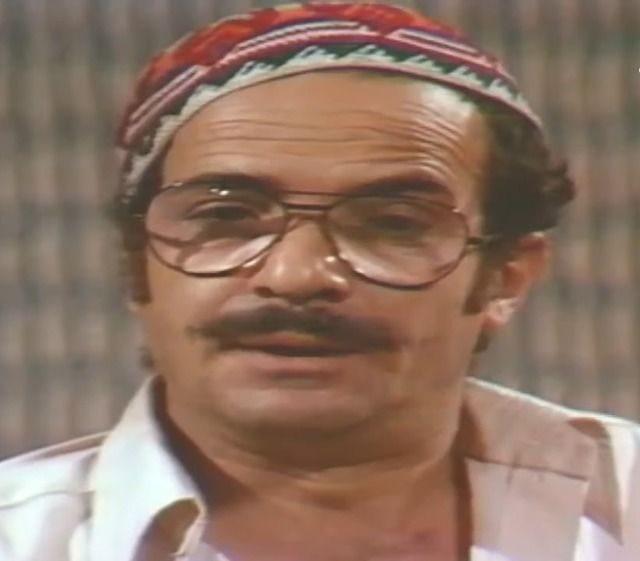

عبد السلام الطيب (؟؟؟ - 18 أبريل 2008) ممثل سوري.

## حياته المهنية
بدأ الفن عام 1953 على مسرح النصر ولقد عمل في مسرح العرائس وشارك كممثل بالعديد من الأعمال التلفزيونية وهو من مؤسسي فرقة المسرح الحر مع الفنان عبد اللطيف فتحي, وشارك بالعديد من مسرحياته وعمل في مسرح العرائس عند تأسيسه وشارك في الكثير من المسرحيات التي قدمها المسرح القومي بدمشق وفي التلفزيون شارك بالكثير من المسلسلات.

## من أعماله

### المسلسلات
- عمر الخيام (2002)
- الجمل (1999)
- الخوالي (2000)
- طرائف أبي دلامة (1993)

### السينما
- السيد التقدمي (1974)
- العالم سنة 2000
- عاريات بلا خطيئة (1967)

### الدوبلاج
- فيكي الفايكنج.

## روابط خارجية
- عبد السلام الطيب على موقع قاعدة بيانات الأفلام العربية